# Erntehelfer

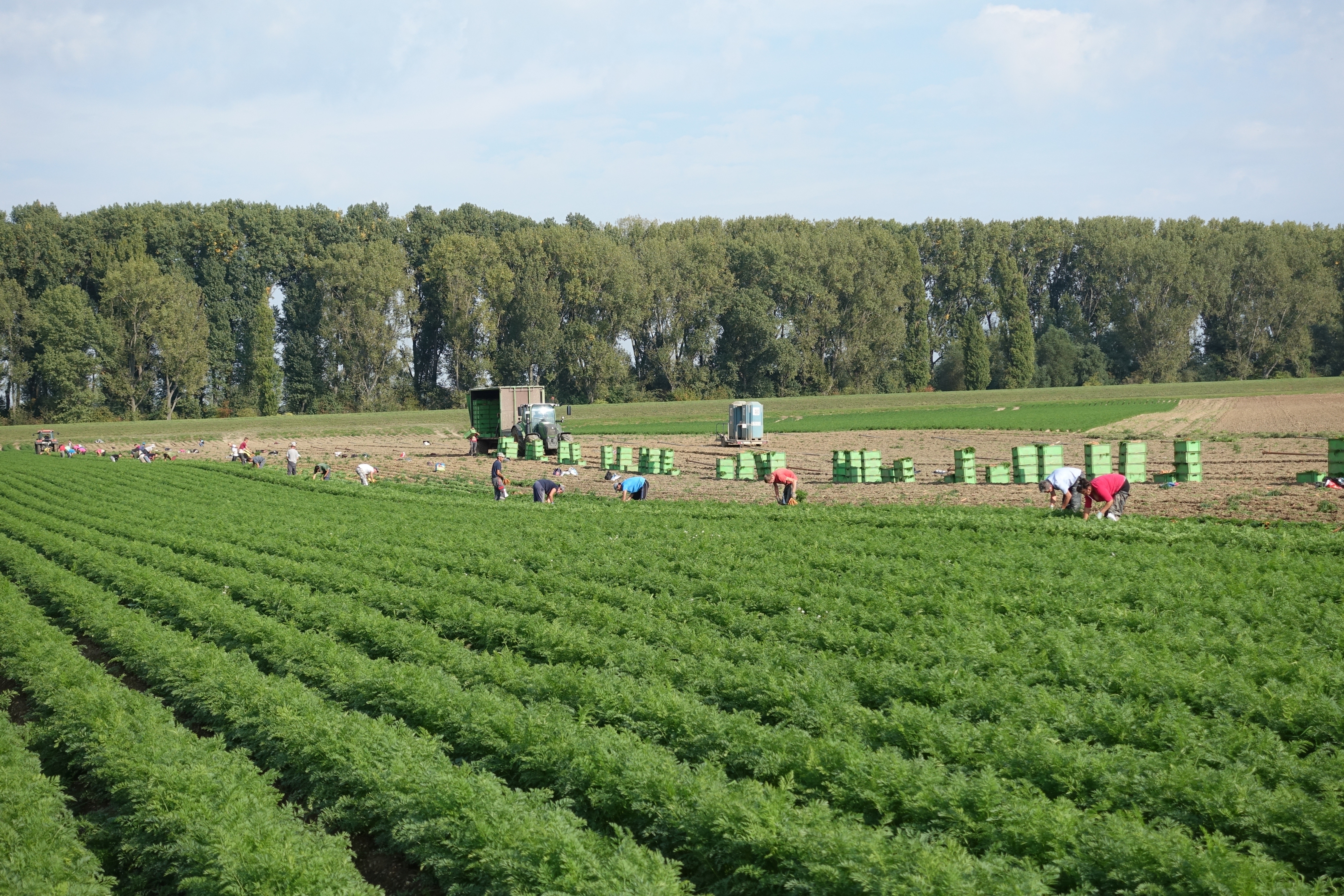
Erntehelfer bei der Ernte von Karotten, nahe Frankenthal

Erntehelfer sind Arbeitskräfte in der Landwirtschaft für saisonale Unterstützung in der Erntezeit. Sie werden heutzutage hauptsächlich dort gebraucht, wo die maschinelle Ernte nicht oder nur mit Einschränkungen möglich ist, wie etwa bei der Weinlese oder der Ernte von Feldgemüse.

## Rechtliche Stellung

### Deutschland
Für die Arbeit als Erntehelfer kommt in Deutschland oft eine kurzfristige Beschäftigung in Frage. Voraussetzung hierfür ist, dass das deutsche Recht angewendet wird.
Bei Beschäftigten, welche nicht in Deutschland gemeldet sind, muss zunächst geprüft werden, ob diese in ihrem Heimatland einer Beschäftigung oder einer selbständigen Tätigkeit nachgehen. Ist dies nicht der Fall, unterliegen die Arbeitnehmer den deutschen Rechtsvorschriften und sind somit in Deutschland sozialversicherungspflichtig. Üben sie in ihrem Heimatland eine Tätigkeit aus, so sind die Rechtsvorschriften des Heimatlandes zu beachten.
Im Zuge der Maßnahmen während der COVID-19-Pandemie im Jahr 2020 konnten bzw. durften viele Erntehelfer ihre Heimatländer nicht verlassen. Als Österreich und Ungarn im März 2020 ihre Grenzen schlossen, konnten Saisonarbeiter aus Rumänien nicht mehr über diese Länder nach Deutschland einreisen. Das Bundesministerium für Ernährung und Landwirtschaft gründete in Zusammenarbeit mit dem Maschinenring die Onlineplattform daslandhilft.de, damit sich Freiwillige zur Erntearbeit melden konnten. Die Online-Plattform startete am 23. März 2020. Informatikstudenten der Technischen Universität Berlin gründeten die Online-Plattform ErnteErfolg. Die Bundesregierung verhängte am 25. März 2020 einen Einreisestopp für Erntehelfer.  Die Bundestagsabgeordneten Albert Stegemann und Gitta Connemann schrieben einen Brief an Merkel, Seehofer und Klöckner, in dem sie eine unverzügliche Aufhebung des Einreiseverbots forderten. Auch Christian Baldauf forderte in einem Schreiben an Horst Seehofer eine zeitweilige Grenzöffnung für Erntehelfer aus Rumänien und Polen. Zu den Kritikern des Einreisestopps gehörte auch die Grünen-Politikerin Filiz Polat. Um den Ausfall der Erntehelfer aus dem Ausland auszugleichen, schlug Landwirtschaftsministerin Julia Klöckner den Einsatz von Asylbewerbern vor. Am 2. April 2020 verständigten sich Julia Klöckner und Innenminister Horst Seehofer darauf, dass das Einreiseverbot für Erntehelfer gelockert wird und eine begrenzte Einreise von Saisonarbeitskräften zur Erntesicherung erlaubt sei. Am 4. April 2020 verkündete der rumänische Innenminister Marcel Vela, dass Saisonarbeitern trotz der COVID-19-Pandemie die Ausreise mit dem Flugzeug ins Ausland erlaubt sei. Die Fluggesellschaft Eurowings kündigte am 6. April an, mit Sonderflügen zehntausende Erntehelfer nach Deutschland zu holen. Am 9. April landeten die ersten Sonderflieger mit Erntehelfern aus Rumänien in Baden-Baden, Düsseldorf und Berlin. Die Flüge wurden von den Landwirten selber bezahlt. Für die quarantäneähnliche Unterbringung der Erntehelfer gab es strenge Regeln. Die Unterkünfte mussten sich auf dem Betriebsgelände der Landwirte befinden. Der Bundestagsabgeordnete Friedrich Ostendorff plädierte dafür, während der COVID-19-Pandemie nur deutsche Kräfte in der Gemüseernte einzusetzen. In einigen Regionen wurden ersatzweise Studenten als Erntehelfer eingesetzt.

### Österreich
Die Beschäftigungsbewilligung wird in Österreich vom Arbeitsmarktservice (AMS) mit einer Geltungsdauer von höchstens sechs Wochen ausgestellt und im Reisedokument vermerkt. Die Erntehelfer sind nach § 5 Abs. 1(2) des Ausländerbeschäftigungsgesetzes von der Pflichtversicherung in der Pensionsversicherung ausgenommen.
Änderungen gibt es durch die Öffnung des Arbeitsmarktes seit 1. Jänner 2014 für Arbeitnehmer aus Bulgarien, Estland, Lettland, Litauen, Polen, Rumänien, der Slowakei, Slowenien, Tschechien und Ungarn. Diese genießen seit diesem Zeitpunkt die volle Arbeitnehmerfreizügigkeit, benötigen keine Erntehelferbewilligung mehr und unterliegen als landwirtschaftliche Hilfsarbeiter beziehungsweise im gewerblichen Bereich als Arbeiter der Vollversicherungspflicht.
Der Maschinenring Österreich bietet seit 2015 Freiwilligen die Möglichkeit gegen Kost und Logis auch tageweise und nicht ausschließlich zur Erntezeit auf Bauernhöfen mitzuarbeiten.
Laut der österreichischen Landwirtschaftskammer kommen jährlich rund 13.800 Erntehelfer und Saisonkräfte aus dem Ausland nach Österreich, die meisten davon aus Rumänien.
Während der COVID-19-Pandemie im Jahr 2020 wurde eine Onlineplattform gegründet, auf welcher sich Freiwillige zur Erntearbeit melden konnten, da viele Erntehelfer ihre Heimatländer nicht verlassen durften. Die Plattform „dielebensmittelhelfer.at“ wurde vom Bundesministerium für Landwirtschaft, Regionen und Tourismus, vom Bundesministerium für Arbeit, Familie und Jugend, der Landwirtschaftskammer und der Wirtschaftskammer organisiert.

### Spanien
In Spanien werden seit Jahren Erntehelfer aus nordafrikanischen Ländern eingesetzt. Während der COVID-19-Pandemie fehlten wegen der seit dem 13. März 2020 geschlossenen Grenze tausende Erntehelfer aus Marokko.

## Arbeitsbedingungen
Immer wieder kommt es zu Meldungen von Arbeitszeit- und Arbeitsschutzverletzungen sowie weiteren Verstößen gegen geltendes Arbeitsrecht bei der Beschäftigung von Erntehelfern. Dabei kam es bei teils illegalen Beschäftigung von Migranten in Italien zu Todesfällen aufgrund von Hitze. Ausländische Beschäftigte in Deutschland berichten immer wieder von vorenthaltenen oder zu geringen Lohnzahlungen, mangelhafter Unterbringung und fehlenden Pausenzeiten. In den Vereinigten Staaten sind Land- und Wanderarbeiter in der Gewerkschaft United Farm Workers (UFW) organisiert.
In der Solidarischen Landwirtschaft (SoLaWi) unterstützen die Konsumenten als Erntehelfer. Das WWOOF-Netzwerk vermittelt Freiwillige als Erntehelfer an Bio-Betriebe, die diese gegen freie Kost und Logis unterstützen.